# دايسين ماكيموتو
دايسين ماكيموتو (باليابانية: 牧本 泰山) (8 فبراير 1986 في كاغوشيما في اليابان – )؛ هو لاعب كرة قدم كان يلعب كمدافع.